# Мазунов, Виктор Александрович
 Мазунов Виктор Александрович  (4 мая 1942, Исиль-Куль — 4 марта 2011, Уфа) — физик, член-корреспондент АН РБ (1998), доктор физико-математических наук (1992), профессор (2002).

## Биография
Мазунов Виктор Александрович родился 4 мая 1942 года на ст. Исиль-Куль Омской области.
В 1965 году Мазунов окончил Башкирский государственный университет(ныне Уфимский университет науки и технологий).
Работа Мазунова: Слесарь-монтажник треста «Востокнефтезаводмонтаж» (1959—1960); старший техник, инженер Института органической химии БГУ (1964—1966); младший (1969—1978), старший (1978—1985) научный сотрудник Института химии (позднее ОФМ); заведующий лабораторией ОФМ БФАН СССР (ныне Институт физики молекул и кристаллов УНЦ РАН, 1985—2004), заместитель директора (1995—1996), и. о. директора (1996—1997), директор (1997—2007), с 2007 г. главный научный сотрудник ИФМК УНЦ РАН; исп.обяз. академика-секретаря Отделения физико-математических наук АН РБ (1995—2006).
Член-корреспондент АН РБ (1998), он состоял в Отделении (секторе) физико-математических наук АН РБ.
Области научных работ Мазунова: химическая физика, физика низкотемпературной плазмы; история естествознания, молекулярная спектроскопия. Он обнаружил новые физические явления — долгоживущие отрицательные молекулярные ионы. При этом были измерены времена их жизни и установлен механизм недиссоциативного захвата электронов.
Учеников Мазунова являются 6 кандидатов наук и 1 доктор наук.

## Труды
В. Мазунов — автор более 200 научных работ.
Масс-спектрометрия резонансного захвата электронов: метод и ретроспективный обзор. Уфа: БФАН СССР, 1987 (соавтор).
О возможности электронного возбуждения в процессе электронного захвата тепловых электронов молекулами // Докл. АН СССР. 1990. Т. 315, № 4. С. 657—641 (соавтор).
Плазменные колебания в молекулах фуллеренов при электронном захвате // Письма в ЖЭТФ. 2005. Т. 81, № 4. С. 207—211 (соавтор).

## Награды
Почетная грамота Республики Башкортостан, Почетная грамота Президиума РАН, Премия Академии наук Республики Башкортостан им. К. П. Краузе.